# Alborea
Alborea es un municipio y localidad de España situado al sureste de la península ibérica, en la provincia de Albacete, dentro de la comunidad autónoma de Castilla-La Mancha. En 2020 contaba con 664 habitantes, según datos del INE. Se encuentra a 58 km de la capital provincial.

## Geografía
Integrado en la comarca de La Manchuela, se sitúa a 60 kilómetros de Albacete. El término municipal está atravesado por la carretera N-322, entre los pK 410 y 417, además de por la carretera autonómica CM-3207 (Alborea-Balsa de Ves) y por carreteras locales que permiten la comunicación con los municipios vecinos de Alcalá del Júcar y Casas de Ves. 
El relieve del municipio cuenta con dos zonas bien diferenciadas. La mitad sur pertenece a La Manchuela, predominantemente llana pero con varios cerros dispersos como el Cerro del Cuchillo (745 metros) o el Cerro de los Moñigos (742 metros). La mitad norte ya forma parte de la depresión del río Cabriel, límite natural con la Comunidad Valenciana. La altitud oscila entre los 745 metros (Cerro del Cuchillo) y los 400 metros a orillas del río Cabriel. El pueblo se alza a 700 metros sobre el nivel del mar. 
| Noroeste: Casas-Ibáñez                    | Norte: Requena (Valencia) | Nordeste: Villatoya   |
| Oeste: Casas-Ibáñez                       |                           | Este: Casas de Ves    |
| Suroeste: Casas-Ibáñez y Alcalá del Júcar | Sur: Alcalá del Júcar     | Sureste: Casas de Ves |

## Historia
El nombre de Alborea procede del árabe Al-Burayat (La Torrecilla), término que hacía referencia a una torre musulmana que tal vez fue construida para vigilar la vía que comunicaba los llanos de Albacete con el levante peninsular a través de Requena, restos que se conservan cerca de la población; sobre el emplazamiento original de la torre se piensa que estuvo situada junto a la iglesia de la Natividad, acaso en el emplazamiento que ocupa el campanario actual.
El origen del pueblo es posterior a esta época, y está vinculado al proceso de la Reconquista y a sus efectos repobladores, aunque existen vestigios de yacimientos arqueológicos posiblemente prehistóricos y el testimonio de un hermoso puente romano, que todavía se conserva en muy buen estado.
Es el rey Alfonso VIII quien ocupó, repobló y ordenó jurídicamente estas tierras de Alborea a partir de 1211, según el fuero de Cuenca, a cuyo Obispado lo vinculó. Pero la debilidad de este proceso repoblador propició la pérdida de nuevo de estas tierras a manos de los musulmanes, teniendo que volver el monarca a recuperarlas en 1213, agregándolas a la circunscripción de Cuenca y poniéndolas en manos de varios caballeros.
Alborea quedó convertida tras su conquista y repoblación en una pequeña aldea dependiente del concejo de Alarcón, y la riqueza del lugar vinculada al señorío de Gonzalo Ruiz de Atienza, a quien se le encomendó la defensa de este sector situado al sur del Obispado de Cuenca y al norte del Júcar albacetense.
En 1226, por un privilegio de Alfonso X el Sabio, se configuró el Estado de Jorquera, agregándose al mismo la aldea de Alborea. Y con posterioridad pasó a integrarse en el gran conjunto del marquesado de Villena, convirtiéndose la aldea de Alborea en lugar de la villa de Jorquera. Estuvo bajo su dominio hasta el siglo XIX en el que alcanzó su autonomía municipal, estando su destino vinculado a la agitada y conflictiva gobernación de algunos de los marqueses de este territorio. 
A finales del siglo XIV Alborea pasa a la Corona de Castilla con Enrique III, y a mediados del siglo XV a don Juan Pacheco, perdiendo éste la mayor parte del marquesado al defender la causa de doña Juana. La aldea de Alborea no pasó a la Corona y siguió en el marquesado, hasta la abolición en el siglo XIX, viviendo sujeta a un proceso de señorización que se acentuó durante la Edad Moderna y principalmente durante el siglo XVII.
En 1586 Felipe II decidió dividir la provincia del marquesado y Alborea pasa a pertenecer al Corregimiento de San Clemente, y en las Relaciones Topográficas de Felipe II, de 1 de marzo de 1597, se indica que pertenece a la villa de Jorquera. A partir de 1643 se hicieron repartimientos a petición de la hacienda de San Clemente para sufragar las guerras de Cataluña.
En el siglo XVIII Alborea sigue siendo lugar de señorío, sin término, perteneciendo a la villa de Jorquera y al partido de Cuenca. El primer tercio del siglo es extremadamente cruel para Alborea debido a la Guerra de Sucesión. A partir de la segunda mitad, la autoridad señorial se resquebraja y son frecuentes los enfrentamientos entre la aldea de Alborea y las autoridades del Estado de Jorquera, al tiempo que se produce una recuperación demográfica y económica.
Las primeras décadas del siglo XIX no fueron fáciles para Alborea que tuvo que sufrir, como el resto del país, la Guerra de la Independencia y muy especialmente los saqueos de los franceses que expoliaron parte de su templo. Con posterioridad sufrió las acometidas de los carlistas que en más de una ocasión saquearon la localidad. Y en el primer tercio de este siglo, Alborea se convierte en villa, constituyéndose el primer Ayuntamiento constitucional. 
Ya en el siglo XX, tres son los acontecimientos que van a influir de una forma especial en la localidad: la Guerra Civil, que va a perturbar la secular y resignada convivencia entre sus vecinos, la emigración de sus gentes durante las décadas de 1950-1970, y la transición a la Democracia, que va a proporcionar la recuperación de las libertades y la convivencia perdida, y a dotar de los servicios necesarios a la población de Alborea.

## Geografía humana

### Demografía
Cuenta con una población de 676 habitantes (INE 2024).
| Gráfica de evolución demográfica de Alborea entre 1842 y 2021                                                         |
| |
| Población de derecho según los censos de población del INE. Población de hecho según los censos de población del INE. |

### Economía

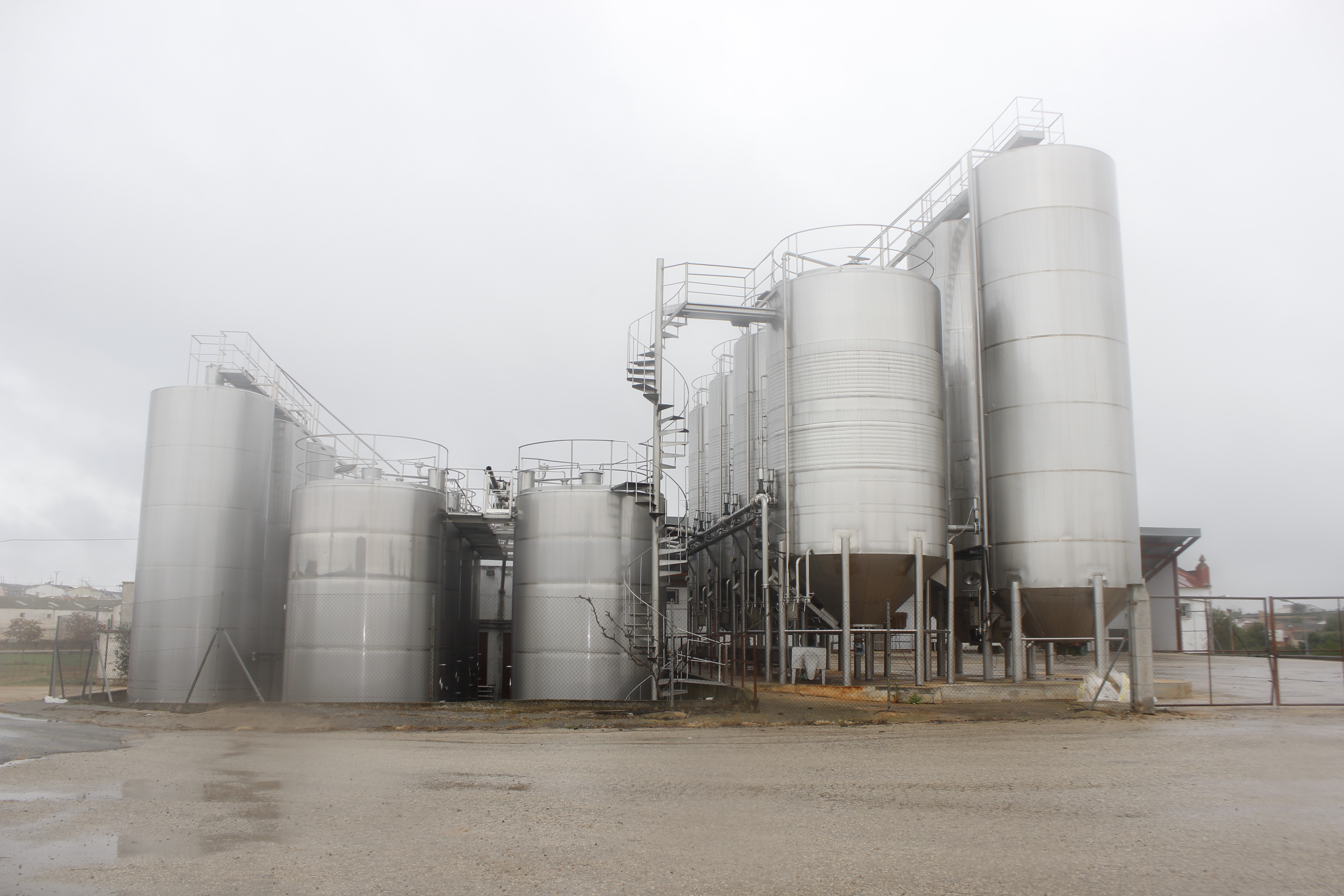
Cooperativa San Isidro

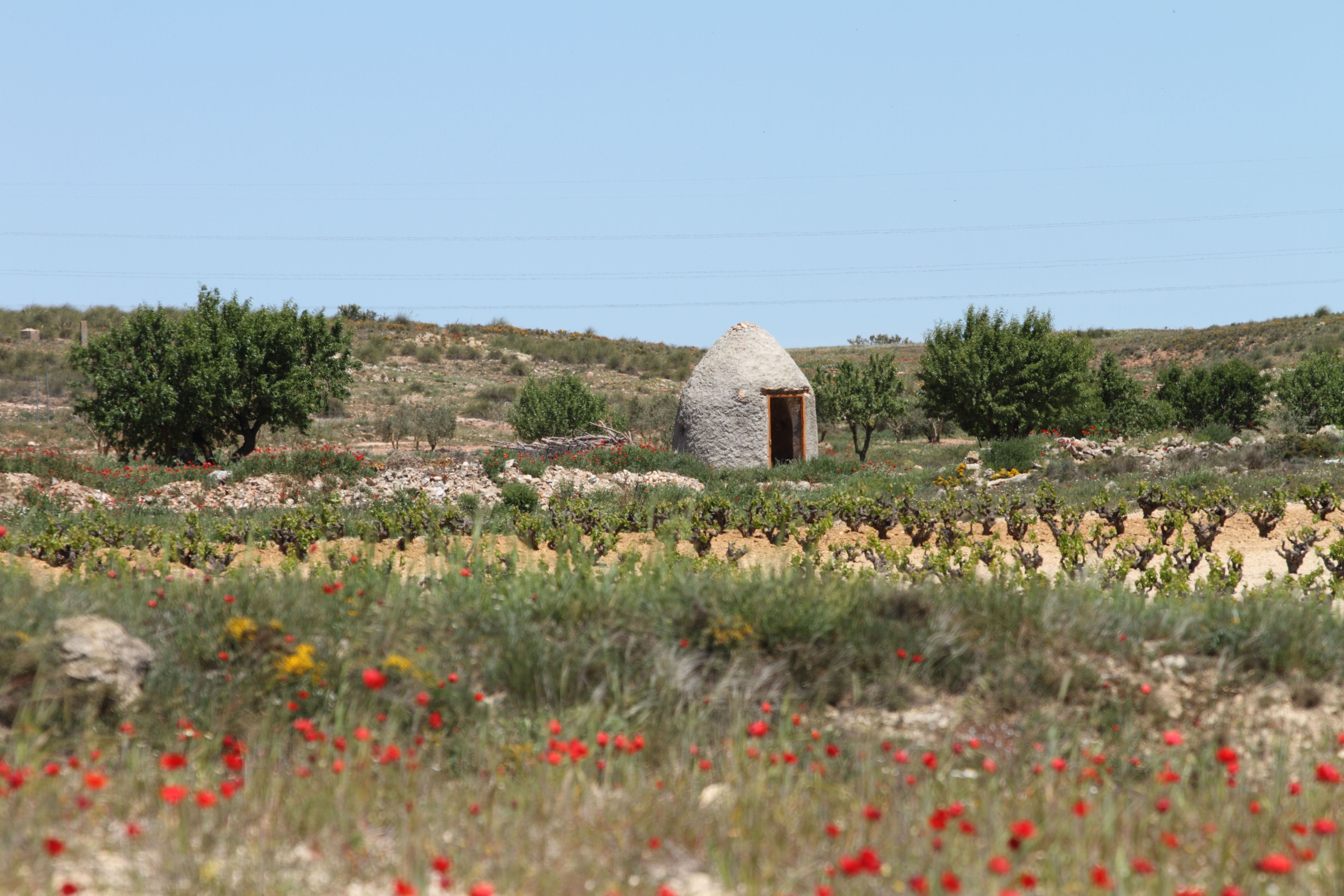
Cuco de Hoya de Mizarrán y campos de viñedos

En 1957 surge la Cooperativa de San Isidro, por la unión de algunos pequeños viticultores, bodegueros y enólogos, con una ilusión común, poder escoger y seleccionar las mejores uvas, y conjuntamente, obtener unos vinos de gran calidad para poder defenderlos en el mercado, en un principio como graneles, y posteriormente como embotellados. 
Actualmente esta bodega vinifica las uvas procedentes de unas 900 ha. Todas ellas dentro del término de Alborea, con una altura superior a los 700 m s. n. m., pequeñas explotaciones casi todas en un vaso de secano, con un viñedo de edad alta, practicando una viticultura muy tradicional con bajas producciones y escasos tratamientos que garantizan el carácter natural y ecológico del producto.
La bodega está dotada de las más modernas instalaciones para selección de la vendimia, control de calidad desde la entrada de uvas a la vinificación, maceraciones controladas, control de temperatura de fermentación, envejecimiento y crianzas en barrica y embotellados.
La gama de vinos es muy variada, los blancos con toda la tipicidad aromática de la variedad macabeo, los rosados típicos de la variedad bobal, y tintos producto de la combinación adecuada de las variedades bobal y cencibel. 
Alterón, el vino crianza de la cooperativa, destaca sobre el resto gracias a su color rubí intenso, su aroma complejo pero delicado y sobre todo por su sabor profundo y a la vez cálido, y un postgusto persistente.
La actividad agropecuaria en Alborea está fuertemente marcada por el cultivo de la uva, si bien se producen también cereales y olivas y hay presencia de diversos tipos de ganados. Aun así, los viñedos ocupan un lugar preponderante no sólo en la agricultura, sino en la economía global de esta localidad.
De las 7555 ha que componen este municipio, unas 4174 están labradas, y de estas casi el 35% (1395 hectáreas) está ocupada por viñedos, que son tratados y cuidados de forma artesanal para que los frutos lleguen en perfecto estado a la bodega de la cooperativa y pueda elaborarse uno de los mejores vinos de la zona. 
La mayor parte de estas 1395 ha de viñedos están cultivadas con la variedad bobal (1121 ha), pero también encontramos otras como malvasia (134 hectáreas), macabeo (20 ha), cencibel (16 ha), entre otras.

### Comunicaciones y transporte público
Por Alborea pasa la A-32 / N-322, que va desde Albacete hasta Requena, donde enlaza con la A3.
La línea de autobús 725 (Villatoya - Casas-Ibáñez - Albacete) parte entresemana de Villatoya hacia la ciudad de Albacete, pasando por Alborea, durando el viaje aproximadamente 1 hora. Los fines de semana, sale desde Casas-Ibáñez y pasa por Mahora, Fuentealbilla y Golosalvo, hasta llegar a la capital de la provincia.

## Administración
Pertenece al partido judicial de Casas-Ibáñez.
| Periodo   | Nombre                                          | Partido |
| --------- | ----------------------------------------------- | ------- |
| 1979-1983 | Eusebio Valencoso Martínez                      | PSOE    |
| 1983-1987 | Pedro Serrano Pardo y Juan Muñoz Martínez       | AEIA    |
| 1987-1991 | Sergio Carrión Gómez - Mario Núñez Cuesta       | PSOE    |
| 1991-1995 | Mario Núñez Cuesta José Rafael Navarro González | PSOE    |
| 1995-1999 | José Rafael Navarro González                    | PSOE    |
| 1999-2003 | José Rafael Navarro González                    | PSOE    |
| 2003-2007 | José Rafael Navarro González                    | PSOE    |
| 2007-2011 | José Rafael Navarro González                    | PSOE    |
| 2011-2015 | José Rafael Navarro González                    | PSOE    |
| 2015-2019 | José Luis Vidal Arocas                          | PP      |
| 2019-2023 | José Luis Vidal Arocas                          | PP      |
| 2023-act. | Eugenio Reig Pardo                              | PSOE    |

## Patrimonio

### Iglesia de Nuestra Señora de la Natividad

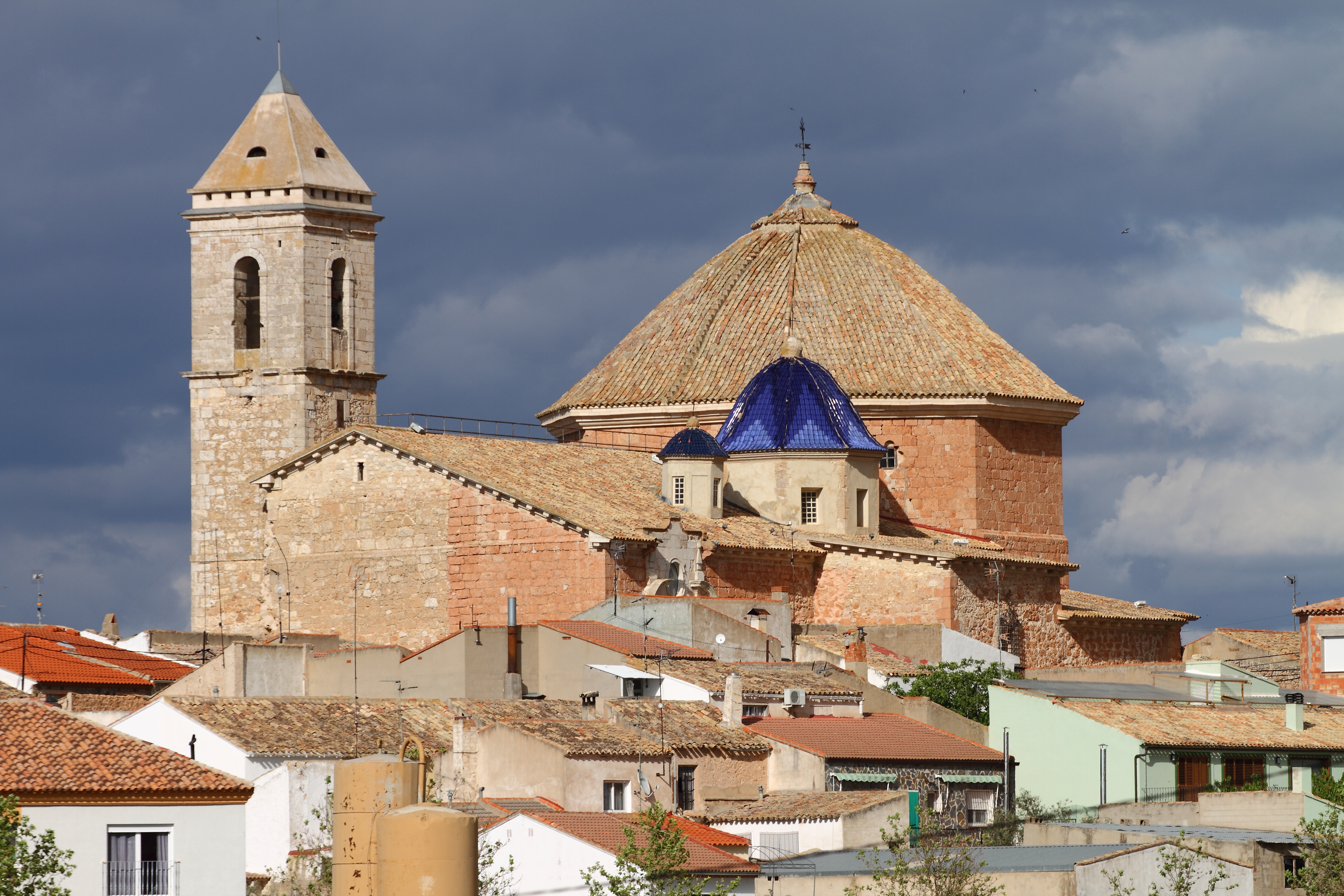
Iglesia de La Natividad, desde el camino del cementerio

Popularmente conocida como la Catedral de La Manchuela. La construcción corresponde a los siglos XVI, XVII y XVIII, debido a los diferentes conceptos arquitectónicos que se aprecian al estudiar su cabecera y la zona de las naves. Lo más destacable de esta iglesia es un gran ábside ochavado que posee, inspirado en algunas obras del barroco andaluz. 
Esta iglesia es el resultado del aparejo de las fórmulas góticas con las barrocas, donde los arquitectos supieron concebir una fórmula de adaptación entre lo gótico y lo clásico, dando lugar a un templo de grandes dimensiones, que resultará una novedad por su empaque clásico.

### Puente romano

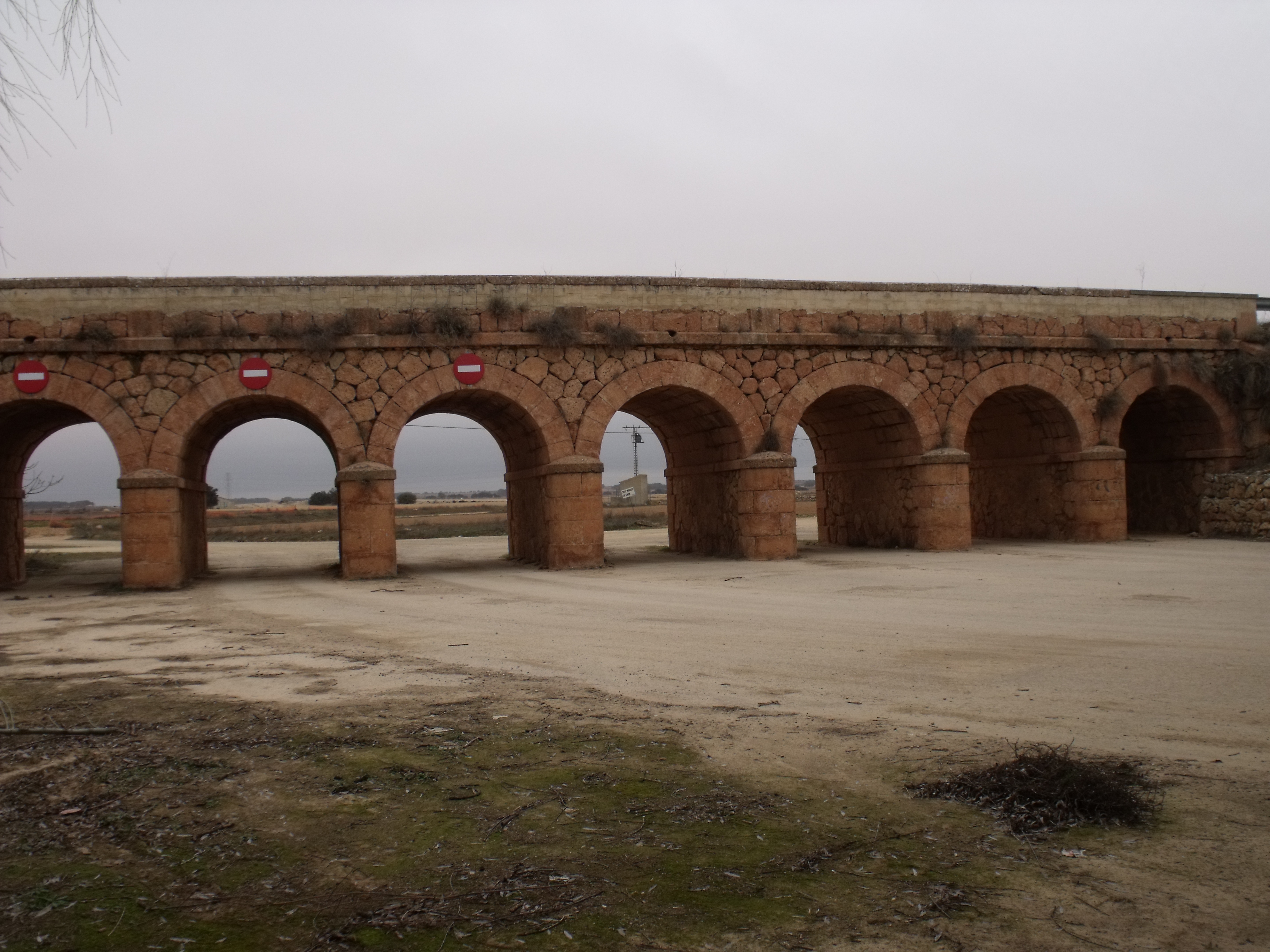
Vista del puente romano

En las inmediaciones de Alborea encontramos un testimonio tangible de la rica historia de este pueblo: un puente antiguo que se conserva en muy buen estado.
Este puente es uno de los pocos testigos que ha presenciado las cambiantes situaciones sociales, económicas y políticas que ha transitado Alborea y la región que lo rodea.

## Naturaleza

### Río Cabriel
El Cabriel constituye uno de los ríos más cristalinos de Europa y delimita geográficamente a Alborea y la Comunidad Valenciana.
Los bosques y parajes vírgenes que rodean a este río, junto a la limpieza de sus aguas lo convierten en un lugar ideal para el disfrute de todos los que buscan la naturaleza en su expresión más pura.
En Alborea, tras seguir una ruta pedestre, hallará en excelente paraje para darse un buen baño y pasar el día en un entorno ecológico.
Por otra parte, sus aguas poco profundas se prestan a todas las modalidades de pesca, y están declaradas trucheras. Las especies más comunes son la trucha arco iris, el barbo, el lucio e incluso la anguila.

### La Cañada
A tan sólo 2 km de Alborea se encuentra el paraje La Cañada, un lugar reservado para disfrutar del aire libre y la naturaleza.
Si se desea compartir una barbacoa con amigos y familiares, La Cañada es el sitio perfecto para tal fin. Es por ello que los alboreanos desarrollan gran parte de las festividades del municipio en este paraje, tales como la romería del 1 de mayo o el Día de Castilla-La Mancha.
En 2008 se planificó iniciar en este lugar un interesante proyecto: crear en La Cañada un espacio verde y una zona recreativa para la construcción de una pequeña ermita.

## Fiestas

### Fiestas Mayores
Cada año, el 8 de septiembre, se celebra en Alborea el día de la patrona de la localidad, Nuestra Señora de la Natividad. Con actos, juegos, concursos, procesiones, desfiles, verbenas, música, baile y mucho más, los alborenses dan rienda suelta a la celebración durante los cinco días que dura esta festividad, la más importante en Alborea. Entre las actividades más características de las fiestas encontramos la tradicional cabalgata de inauguración, desarrollada durante la apertura oficial, donde desfilan carrozas y comparsas en un ambiente contagiado por la alegría y la celebración. Otro momento destacado es la Procesión y Ofrenda de flores a la Virgen, que tiene lugar el 8 de septiembre.

### Fiestas de San Isidro
En conmemoración del patrón de los agricultores, San Isidro, la cooperativa del campo local que lleva su nombre, realiza un invite en sus instalaciones y durante todo el día se organizan diversas actividades, como la bendición de los campos.

### Romería 1 de mayo
Esta festividad comienza todos los 30 de abril por la noche, con los Cantos de Mayos a la Virgen, y se prolonga el 1 de mayo con el traslado de la Virgen del Carmen a La Cañada, donde aguarda una romería.